# بازی دزدان دریایی

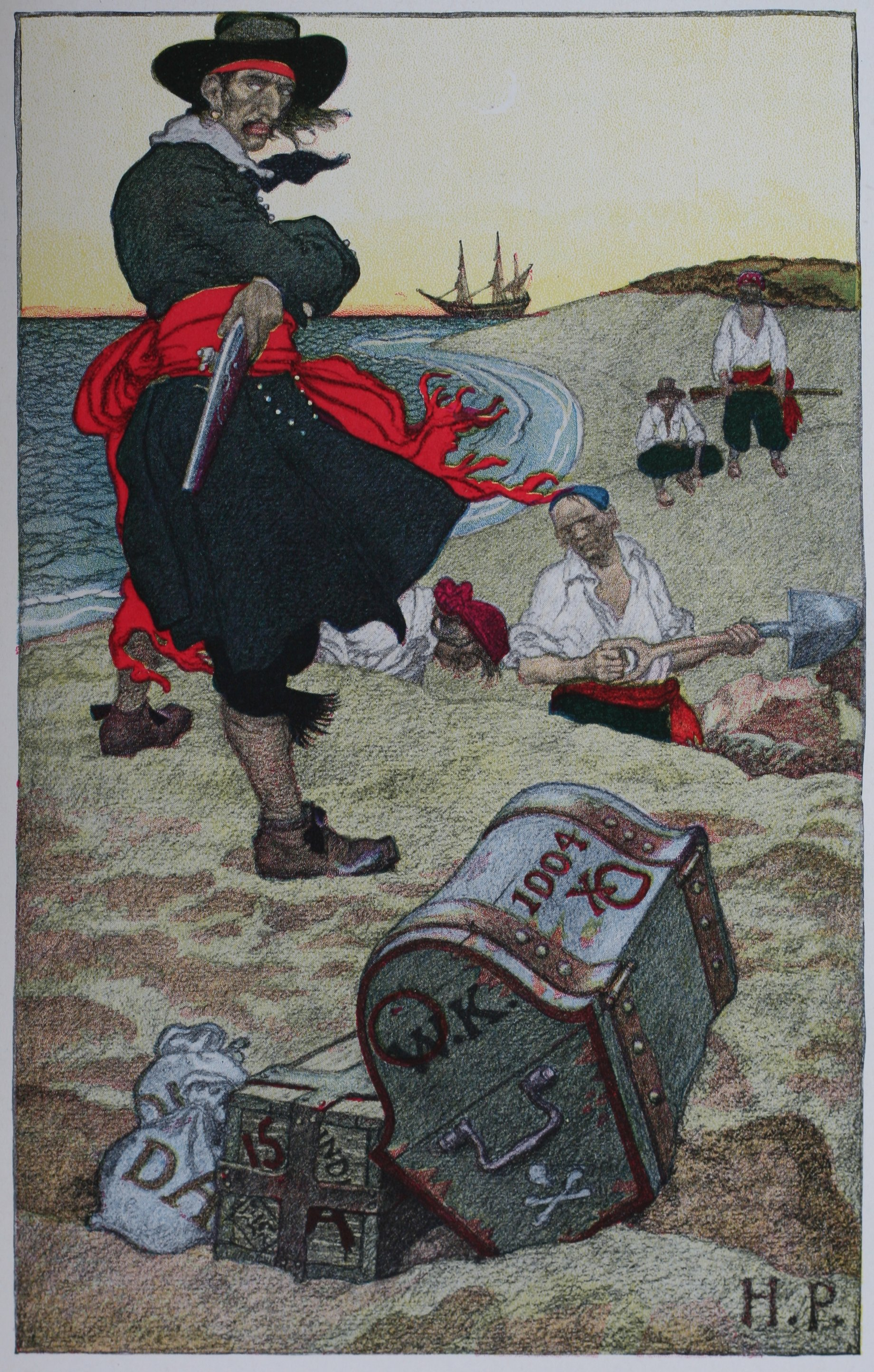
از کتاب دزدان دریایی هوارد پایل

بازی دزدان دریایی یک بازی ساده ریاضی است که نشان می‌دهد اگر فرضیاتی که رفتار انسان را مطابق با مدل انسان اقتصادی ارزیابی می‌کنند (انسانی که همیشه عاقلانه فکر می‌کند و نفع شخصی خود را در نظر دارد) برقرار باشد نتیجه شگفت انگیز خواهد بود. این بازی نسخه چند نفرهٔ بازی اتمام حجت است.

## بازی
پنج دزد دریایی عاقل A، B، C، D، E صد سکه طلا را پیدا می‌کنند و باید آن را بین خود تقسیم کنند. این دزدان دریایی ترتیب اکید ارشدیت نسبت به هم دارند، به این صورت که A مافوق B است و B مافوق C است و C مافوق D است و D مافوق E است.
قانون توزیع در دنیای دزدان دریایی به این صورت است: مافوق‌ترین دزد دریایی روشی برای تقسیم سکه‌ها پیشنهاد می‌دهد. سپس دزدان (به اضافهٔ خود پیشنهاد دهنده) رای‌گیری می‌کنند. اگر اکثریت (حالت مساوی هم محاسبه می‌شود) به آن پیشنهاد رای بدهند، پیشنهاد پذیرفته می‌شود. در غیر اینصورت فرد پیشنهاددهنده از کشتی به بیرون پرتاب شده و می‌میرد و نفر بعدی باتوجه به ارشد بودن پیشنهاد دیگری برای توزیع ارائه می‌کند و این چرخه ادامه پیدا می‌کند.
تصمیمی که دزدان دریایی می‌گیرند بر پایه سه عامل است:
1. هرکس می‌خواهد زنده بماند.
2. با فرض زنده ماندن سکه‌های طلایی که به خودش می‌رسد را بیشینه کند.
3. اگر عوامل بالا مساوی بود ترجیح می‌دهند که کسی بیرون انداخته شود.

## نتیجه
در ابتدا به نظر می‌رسد که شخص A مجبور است که با دادن سهم کمی به خودش رای مثبت دیگران را جذب کند و زنده بماند ولی این موضوع از نتیجه نظری مسئله کاملاً دور است.
مشخص است که باید مسئله را از انتها دنبال کنیم. اگر همه جز D و E بیرون انداخته شده باشند که مسلماً D همه صد سکه را به خود می‌دهد و صفر سکه به E می‌رسد. حال یک مرحله بعد اگر C هم باشد او می داند که D به E صفر سکه خواهد داد پس با دادن یک سکه به وی رای او را جلب می‌کند و صفر سکه به D می‌دهد و برای خودش نیز ۹۹ سکه می‌ماند. حال اگر B هم باشد و او نیز این مسائل ذکر شده را می داند پس با دادن یک سکه به D رای او را جلب کرده و به C و E صفر سکه خواهد داد و به خودش هم ۹۹ سکه می‌رسد. البته با ورود B حالتی دیگر که به E یک سکه داده شود و به دو تای دیگر صفر سکه هم امکان‌پذیر است.
و در نهایت جواب اصلی با ورود A به دست می‌آید که او مسائل گفته شده را می داند و به اینصورت تصمیم می‌گیرد:
A: نود و هشت سکه

B: صفر سکه

C: یک سکه

D: صفر سکه

E: یک سکه

## تعمیم
برای این بازی می‌توان با تعریف تعداد متفاوتی دزد دریایی و سکه، نسخه‌های متفاوتی ایجاد کرد